# Ring Magazine Runde des Jahres
Seit 1940 zeichnet das Ring Magazine, die weltweit bedeutendste Boxzeitschrift, jährlich die Runde des Jahres auf globaler Ebene aus. Die folgende Liste bietet eine Übersicht über alle Runden die bisher ausgezeichnet wurden.

## 1940er
- 1945: Willie Joyce  vs. Ike Williams  Runde 12
- 1946: Tony Zale  vs. Rocky Graziano  Runde 6
- 1947: Joe Louis  vs. Jersey Joe Walcott  I Runde 4
- 1948: Joe Louis  vs. Jersey Joe Walcott  II Runde 11
- 1949: Rocky Graziano  vs. Charley Fusari  Runde 10

## 1950er
- 1950: Jake LaMotta  vs. Laurent Dauthuille  II Runde 15
- 1951: Rocky Marciano  vs. Joe Louis  Runde 8
- 1952: Rocky Marciano  vs. Jersey Joe Walcott  Runde 13
- 1953: Kid Gavilán  vs. Carmen Basilio  Runde 2
- 1954: Archie Moore  vs. Harold Johnson  V Runde 14
- 1955: Archie Moore  vs. Bobo Olson  Runde 3
- 1956: Sugar Ray Robinson  vs. Bobo Olson  IV Runde 4
- 1957: Sugar Ray Robinson  vs. Gene Fullmer  II Runde 5
- 1958: Ingemar Johansson  vs. Eddie Machen  Runde 1
- 1959: Ingemar Johansson  vs. Floyd Patterson  I Runde 3

## 1960er
- 1960: Floyd Patterson  vs. Ingemar Johansson  II Runde 5
- 1961: Floyd Patterson  vs. Ingemar Johansson  III Runde 1
- 1962: Sonny Liston  vs. Floyd Patterson  I Runde 1
- 1963: Sonny Liston  vs. Floyd Patterson  II Runde 1
- 1964: José Torres  vs. Bobo Olson  Runde 1
- 1965: José Torres  vs. Willie Pastrano  Runde 6
- 1966: Carlos Ortiz  vs. Sugar Ramos  Runde 5
- 1967: Dick Tiger  vs. Roger Rouse  Runde 12
- 1968: Bob Foster  vs. Dick Tiger  Runde 4
- 1969: Nino Benvenuti  vs. Luis Rodríguez  Runde 11

## 1970er
- 1970: Muhammad Ali  vs. Óscar Bonavena  Runde 15
- 1971: Muhammad Ali  vs. Joe Frazier  I Runde 15
- 1972: Muhammad Ali  vs. Bob Foster  Runde 5
- 1973: George Foreman  vs. Joe Frazier  I Runde 2
- 1974: Muhammad Ali  vs. George Foreman  Runde 8
- 1975: Muhammad Ali  vs. Joe Frazier  Runde 12
- 1976: George Foreman  vs. Ron Lyle  Runde 4 & 5
- 1977: Jimmy Young  vs. George Foreman  Runde 12
- 1978: Leon Spinks  vs. Muhammad Ali  Runde 15
- 1979: Matthew Saad Muhammad  vs. Marvin Johnson

## 1980er
- 1980: Matthew Saad Muhammad  vs. Yaqui Lopez  Runde 8
- 1981: William "Caveman"  vs. John LoCicero  Runde 5
- 1982: Wilfredo Gómez  vs. Lupe Pintor  Runde 3
- 1983: Larry Holmes  vs. Tim Witherspoon  Runde 9
- 1984: Juan Meza  vs. Jaime Garza  Runde 1
- 1985: Marvin Hagler  vs. Thomas Hearns  Runde 1
- 1986: Steve Cruz  vs. Barry McGuigan  Runde 15
- 1987: Kelvin Seabrooks  vs. Thierry Jacob  Runde 1
- 1988: Mike Tyson  vs. Michael Spinks  Runde 1
- 1989: Lupe Gutierrez  vs. Jeff Franklin  Runde 12

## 1990er
- 1990: Aron Davis  vs. Mark Breland  Runde 9
- 1991: Keine Preisvergabe
- 1992: Riddick Bowe  vs. Evander Holyfield  I Runde 10
- 1993: Terry Norris  vs. Troy Waters  Runde 2
- 1994: Jorge Castro  vs. John David Jackson  Runde 9
- 1995: Saman Sorjaturong  vs. Humberto González  Runde 7
- 1996: Frankie Liles  vs. Tim Littles  Runde 3
- 1997: Arturo Gatti  vs. Gabriel Ruelas  Runde 5
- 1998: Ivan Robinson  vs. Arturo Gatti  II Runde 3
- 1999: Óscar de la Hoya  vs. Ike Quartey  Runde 6

## 2000er
- 2000: Erik Morales  vs. Marco Antonio Barrera  I Runde 5
- 2001: Bernard Hopkins  vs. Félix Trinidad  Runde 10
- 2002: Micky Ward  vs. Arturo Gatti  I Runde 9
- 2003: Acelino Freitas  vs. Jorge Rodrigo Barrios  Runde 11
- 2004: Marco Antonio Barrera  vs. Erik Morales  III Runde 11
- 2005: Diego Corrales  vs. José Luis Castillo  I Runde 10
- 2006: Somsak Sithchatchawal  vs. Mahyar Monshipour  Runde 10
- 2007: Israel Vázquez  vs. Rafael Márquez  II Runde 3
- 2008: Israel Vázquez  vs. Rafael Márquez  III Runde 4
- 2009: Marcos René Maidana  vs. Victor Ortiz  Runde 1

## 2010er
- 2010: Juan Manuel López  vs. Bernabe Concepcion  Runde 1
- 2011: James Kirkland  vs. Alfredo Angulo  Runde 1
- 2012: Manny Pacquiao  vs. Juan Manuel Márquez  IV Runde 5
- 2014: Tommy Coyle  vs. Daniel Brizuela  Runde 11
- 2015: Amir Imam  vs.  Fidel Maldonado Runde 3
- 2016: Skender Halili  vs.  Jason Thompson Runde 2
- 2017: Dominic Breazeale  vs.  Izuagbe Ugonoh Runde 5
- 2018: Deontay Wilder  vs.  Tyson Fury Runde 12
- 2019: Anthony Joshua  vs.  Andy Ruiz Runde 3